# Kōnan-Chūō (metropolitana di Yokohama)
Kōnan-Chūō (港南中央駅?, Kōnan-Chūō-eki) è una stazione della metropolitana di Yokohama che si trova nel quartiere di Minami-ku a Yokohama, ed è servita dalla linea blu.

## Linee
Metropolitana di Yokohama
 Linea blu (linea 4)

## Struttura
La stazione è realizzata sottoterra, e possiede due marciapiedi laterali con due binari passanti protetti da porte di banchina a mezza altezza.
| 1 | Linea blu |  | per Kami-Ōoka e Shōnandai           |
| 2 | Linea blu |  | per Yokohama, Center-Kita e Azamino |

## Stazioni adiacenti
| «         | Servizio  | »          |
| Linea Blu | Linea Blu | Linea Blu  |
| --------- | --------- | ---------- |
| Kami-Ōoka | -         | Kaminagaya |